# Polypedilum quadrifarium
Polypedilum quadrifarium är en tvåvingeart som först beskrevs av Jean-Jacques Kieffer 1922.  Polypedilum quadrifarium ingår i släktet Polypedilum och familjen fjädermyggor.
Artens utbredningsområde är Tyskland. Inga underarter finns listade i Catalogue of Life.